# 奥列霍沃站
奥列霍沃站（俄語：станция Орехово）是莫斯科地鐵位於南行政區的鐵路車站，位於莫斯科河畔線上。它曾在1984年12月30日開通，但翌日即因洪水而關閉。車站在1985年2月9日重新開放。